# Eucera rosae
Eucera rosae là một loài Hymenoptera trong họ Apidae. Loài này được Robertson mô tả khoa học năm 1900.

## Hình ảnh

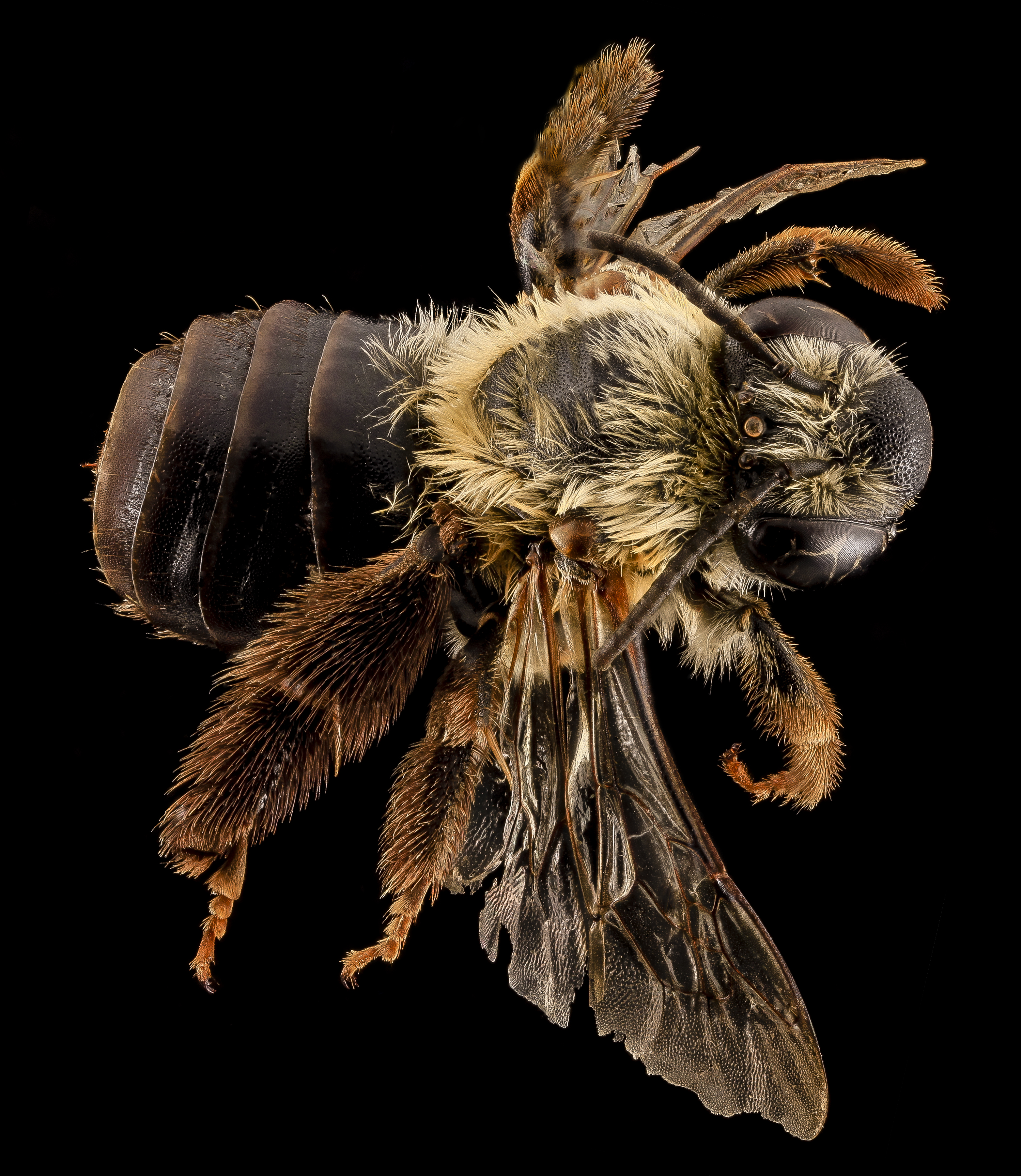
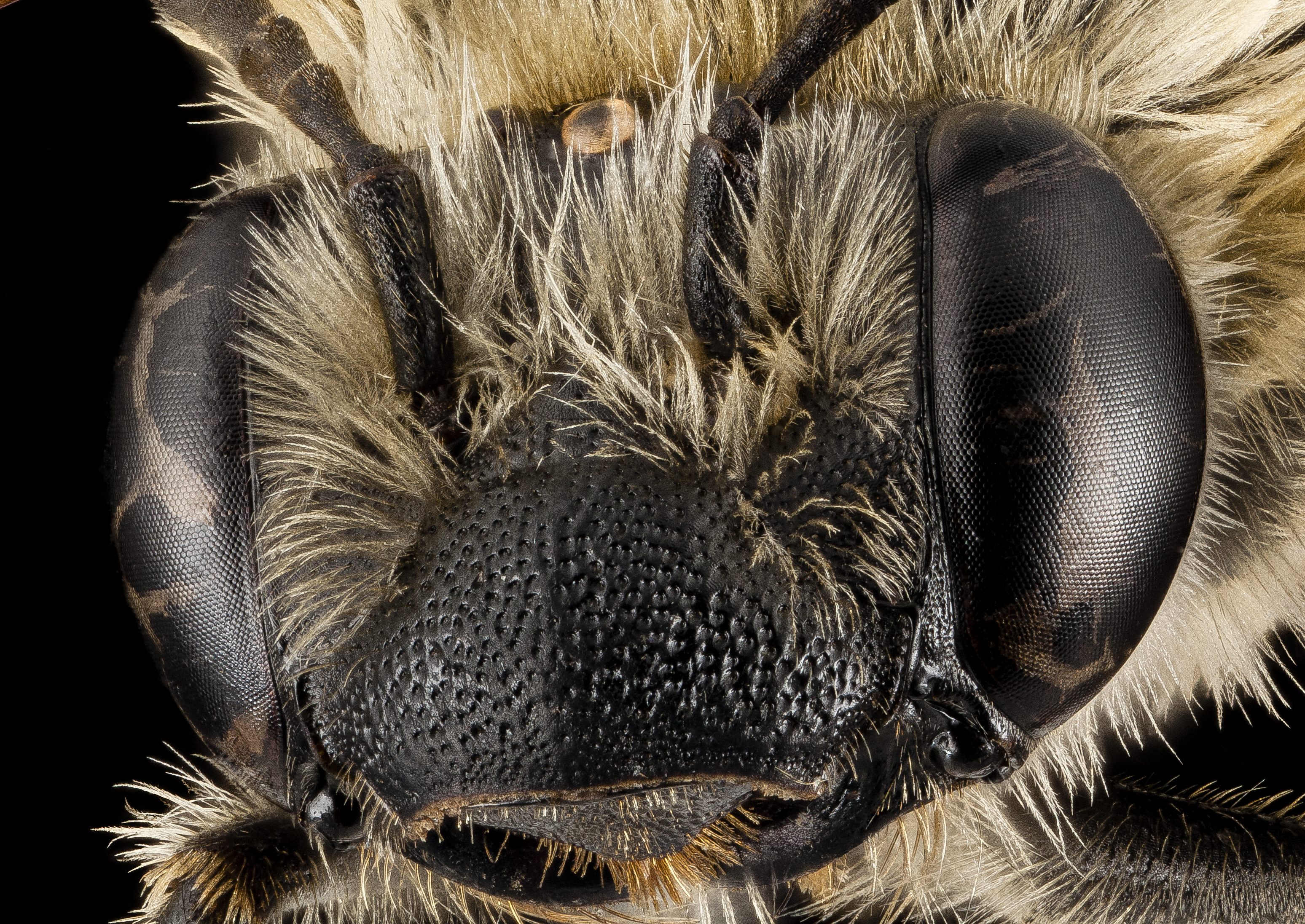
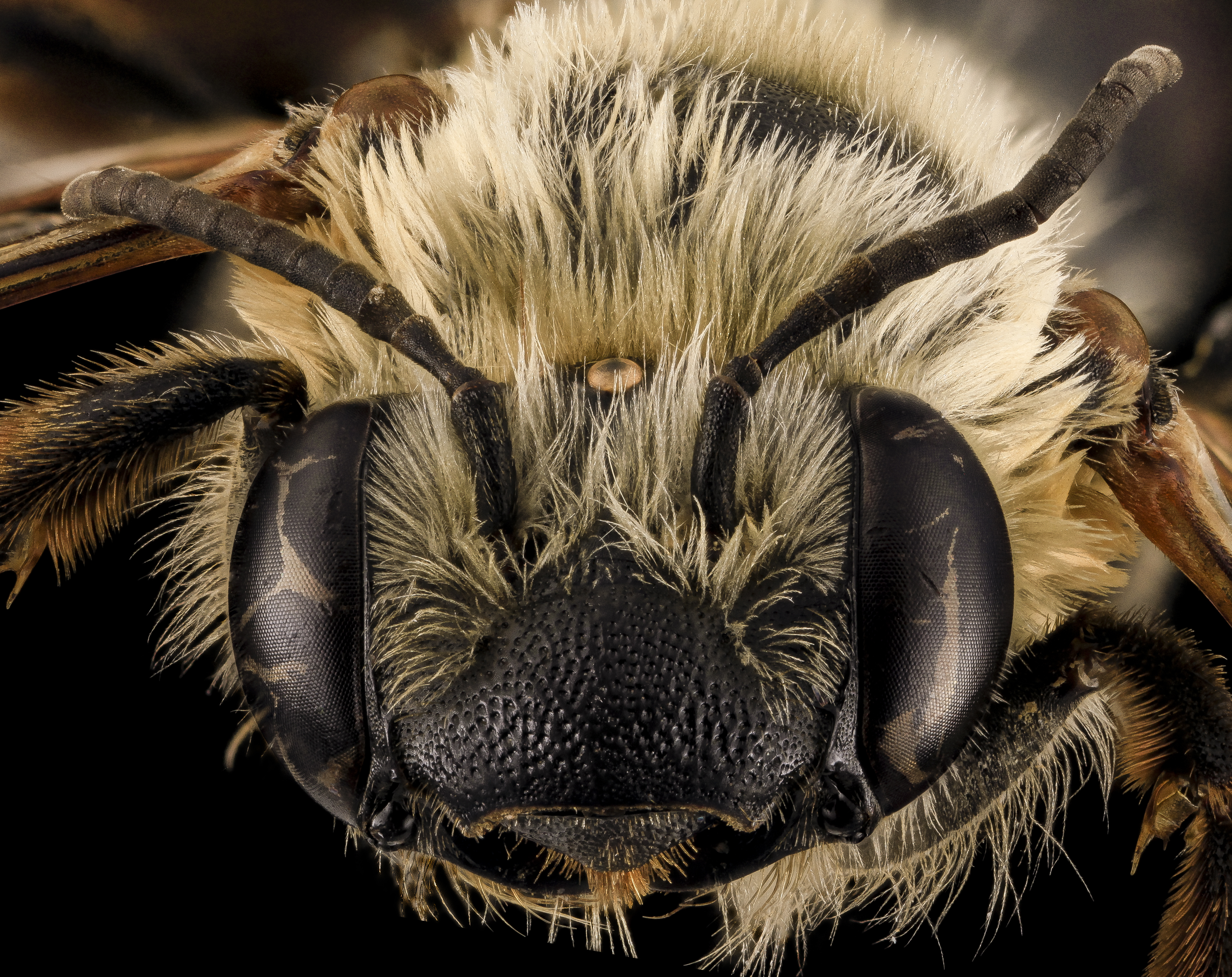
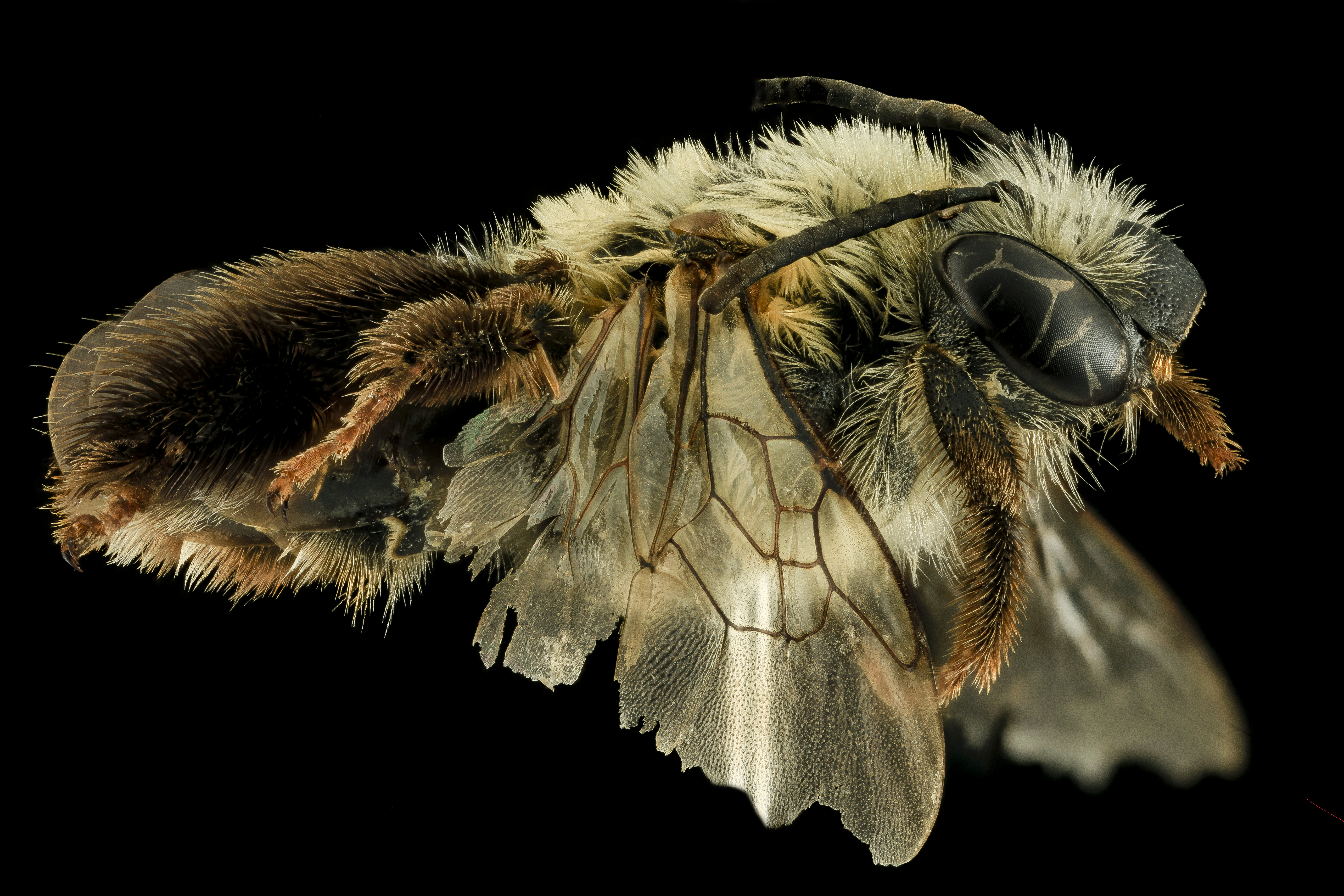